# Johannes Grenzfurthner
Johannes Grenzfurthner (tyska: [joˈhanəs ˈgrɛntsfʊɐ̯tnɐ]), född 1975 i Wien, är en österrikisk konstnär, skådespelare och artist. Grenzfurther är grundare, utvecklare och konstnärlig chef för monochrom, en internationell konst- och teorigrupp. De flesta av hans konstverk är märkta "monochrom".
Grenzfurther intresserar sig för undergroundkultur, till exempel inom området sexualitet och teknik, och en av grundarna till "techno-hedonism" (se även: barbots).
Boing Boing magazine kallade Grenzfurthner leitnerd, en ordlek med den tyska termen Leitkultur som på ett ironiskt sätt antyder Grenzfurthners roll i nörd/hacker/konstkultur.

## Karriär
I början av 1990-talet var Grenzfurthner medlem i ett flertal BBS-anslagstavlor. Med hjälp av sina onlinekontakter startade Grenzfurther monochrom, en zine eller alternativ tidskrift som tog upp konst, teknik och undergroundkultur. Han reagerade på den framväxande konservativismen i cyberkulturer i början av 1990-talet. Kombinerade sin politiska bakgrund i den österrikiska punk- och antifa-rörelsen med diskussionen om ny teknik och de kulturer som den framskapar. Tidskriften innehöll intervjuer och essäer med bland andra Bruce Sterling, HR Giger, Eric Drexler, Terry Pratchett och Bob Black, allt med en experimentell layout. 1995 beslutade gruppen att ge sig in på nya konstnärliga områden och började experimentera inom olika medier: dataspel, robotar, dockteater, musikaler, kortfilmer, pranks, konferenser, onlineaktivism, av Grenzfurthner kallat ”Urban Hacking” eller mer specifikt: "Context hacking”, en term som myntats av Grenzfurthner.
Gruppen arbetar med olika medier, konst och underhållningsformat. Grenzfurthner kallar detta ”sökandet efter det bästa vapnet för masspridning av en idé".

## Konferenser och festivaler

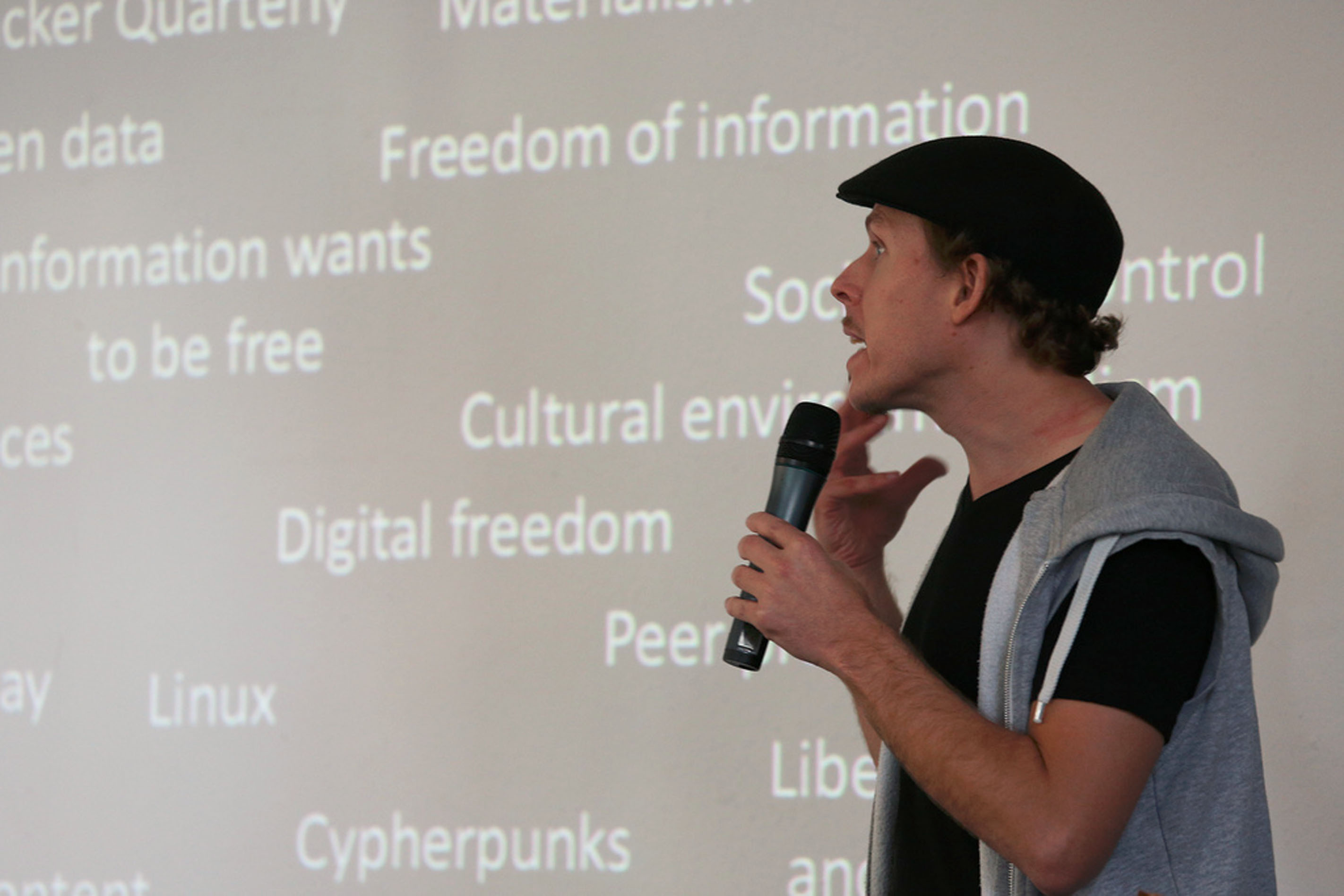
Grenzfurthner, presentatör på Paraflows Symposium, 2012

Grenzfurthner är ledare för Arse Elektronika festival i San Francisco (2007-), en årlig akademisk och konstnärlig [19] konferens- och antologiserie som fokuserar på sexualitet och teknik. Den första konferensen leddes av Grenzfurthner 2007 som svarade på frågor om sexualitetens inverkan på teknologiska uppfinningar och anammandet av dessa.
Grenzfurthner är värd för Roboexotica, Internationella Festivalen för Cocktail-Robotar (2002-), dit forskare och artister bjuds in för att bygga maskiner som serverar och blandar cocktails. V. Vale kallar Roboexotica "ett ironiskt försök att kritisera techno-framgångar och skärskåda teknologiska hajper".
Grenzfurthner är ansvarig för Hedonistika, en festival för konstnärlig mat-teknologi. Den första installationen sattes upp i Montréal vid 2014 "Biennale internationale d'art numérique". Den andra installationen sattes upp i Holon, nära Tel Aviv, på "Print Screen Festival".

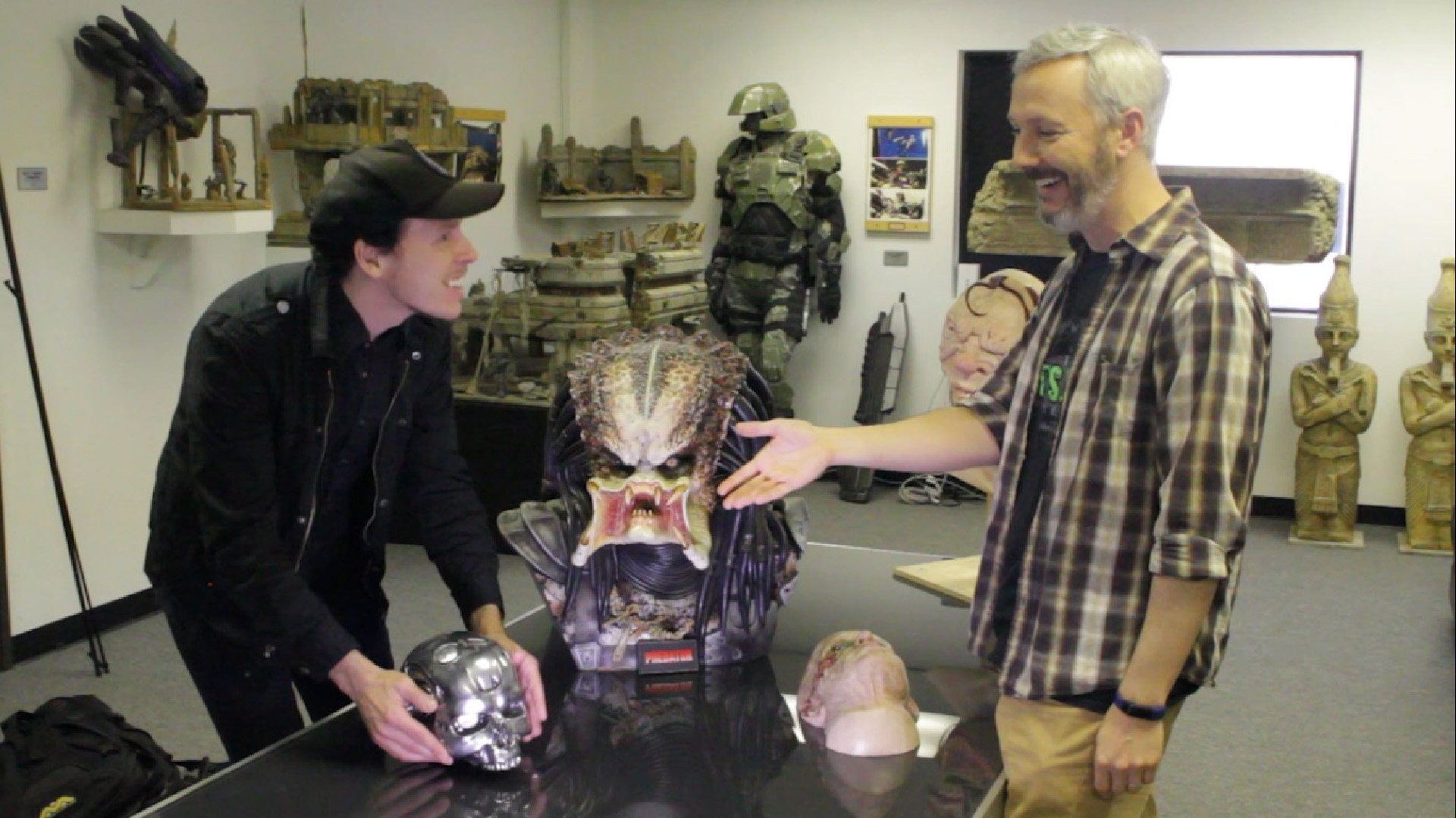
Grenzfurthner och Matt Winston samtalar om Stan Winston och specialeffekter ("Traceroute", 2016)

## Teaterarbete, scenkonst
Grenzfurthner har skrivit och regisserat teateruppsättningar och scenkonst (t.ex. Eignblunzn) och konstnärlig intervention.

## Film
Grenzfurther har skrivit och regisserat kortfilmer och är vd för filmproduktionsföretaget monochrom Propulsion Systems. Han är medlem av the Austrian Director's Guild och the Association of Austrian Documentary (föreningen för österrikiska dokumentärfilmare).
Den första långfilm han regisserade var den oberoende fantasykomedin Die Gstettensaga: The Rise of Echsenfriedl (2014). Grenzfurthers första långfilmsdokumentär var Traceroute  (2016), följd av Glossary of Broken Dreams (2018). Grenzfurthners skräckfilmer Masking Threshold (2021) och Razzennest (2022) fick ett bra mottagande. År 2024 släppte han dokumentären Hacking at Leaves.

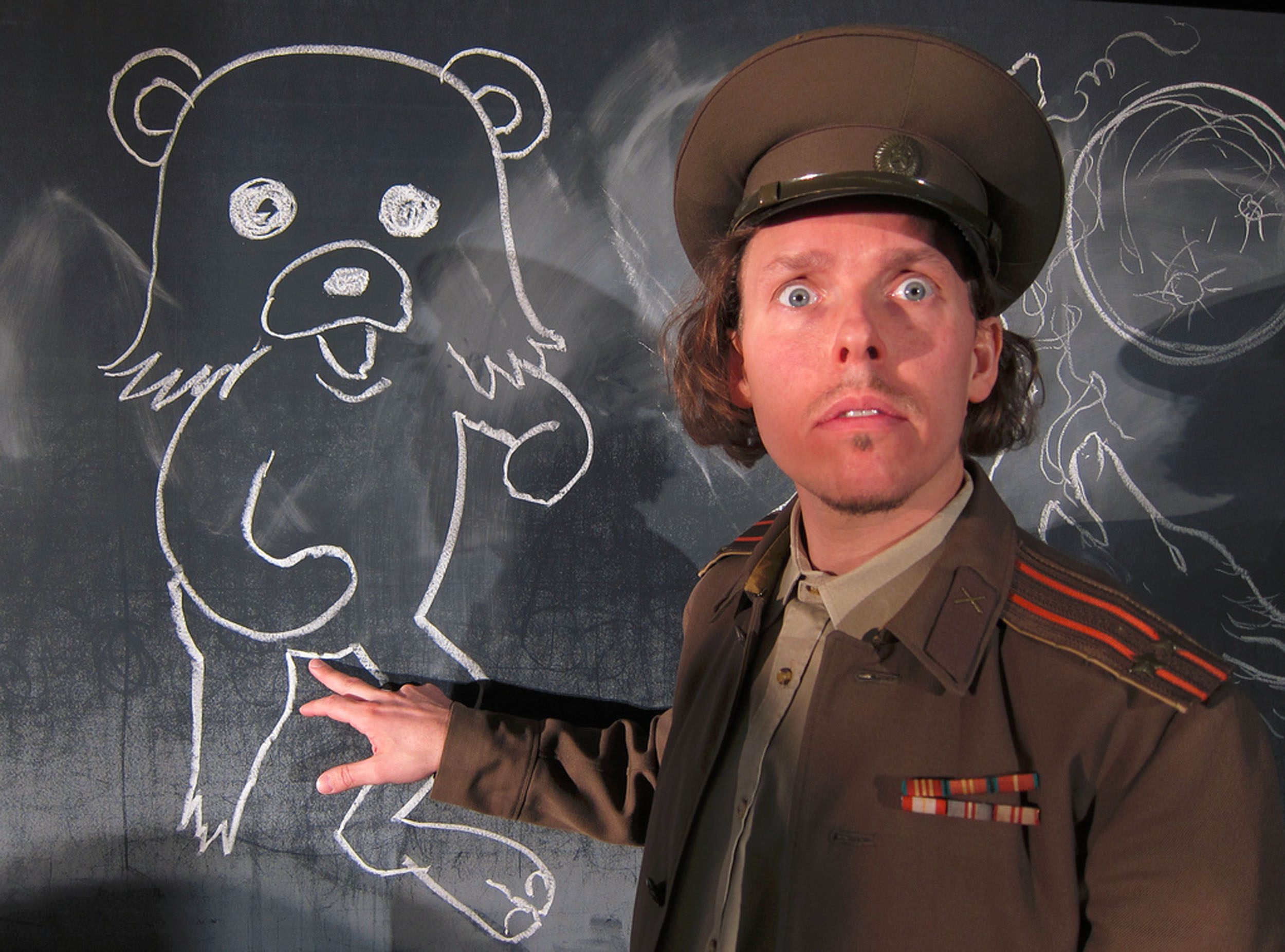
Grenzfurthner och Pedobear på ROFLcon 2010

## Akademier, akademiska skrifter och föreläsningar
Grenzfurthner föreläser på konstnärliga institutioner, symposier och politiska tillställningar, undervisar på universitet och handleder studenter.
Han har publicerat böcker, essäer och artiklar om samtida konst, kommunikationsprocesser och filosofi, däribland Mind and Matter: Comparative Approaches Towards Complexity, Do androids sleep with electric sheep?, Of Intercourse and Intracourse: Sexuality, Biomodification and the Techno-Social Sphere and Pr0nnovation?: Pornography and Technological Innovation.
Grenzfurthner publicerade pamfletten Hacking the Spaces som tog upp uteslutningstendenser inom i hackerspace-rörelsen. Grenzfurther utvidgade sin kritik ytterligare genom föreläsningar som han höll på Hackers on Planet Earth-konferenser 2012 och 2014 i New York.

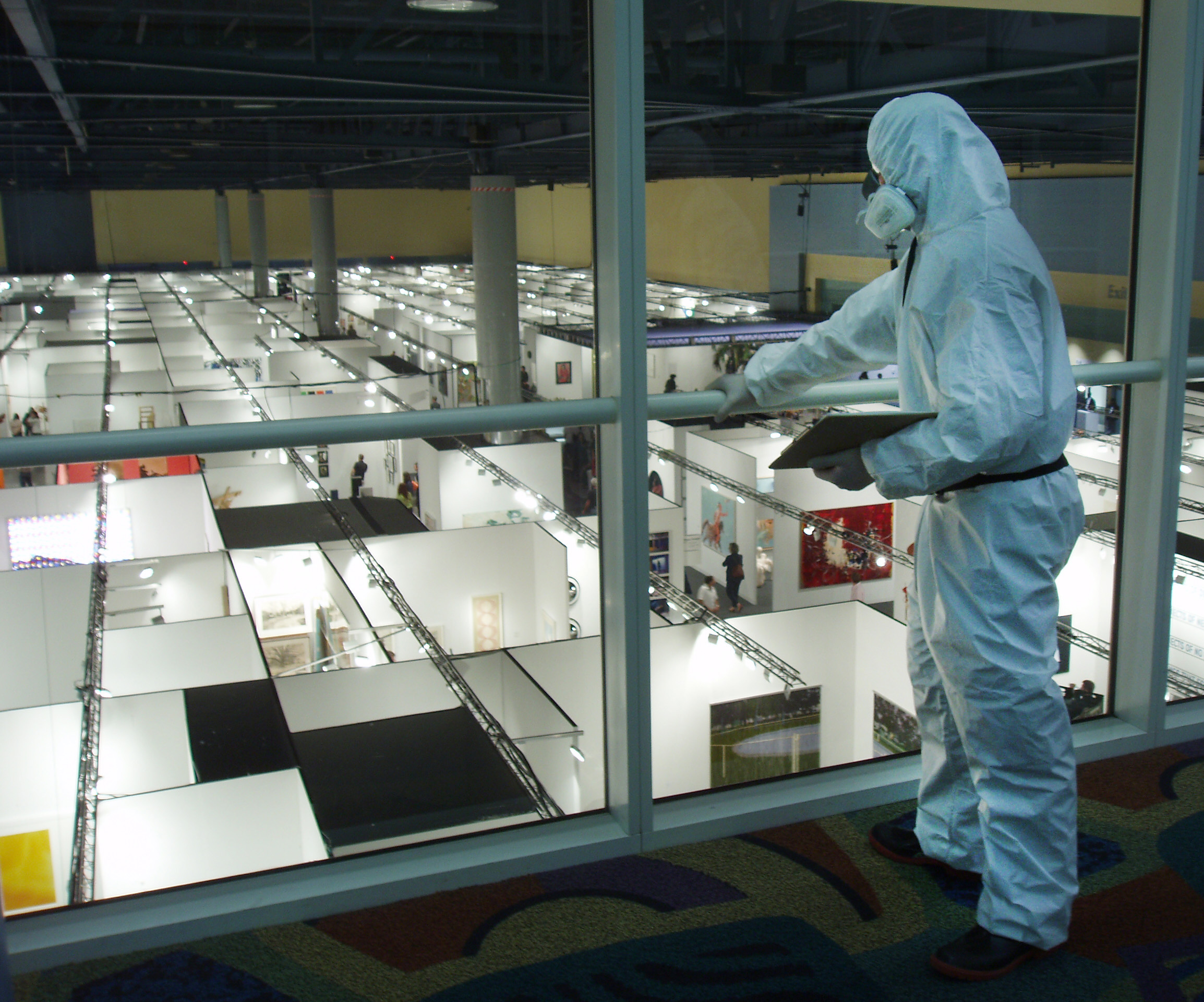
Grenzfurthner agerar som CDC-tjänsteman vid ett iscensatt virusutbrott på Art Basel Miami Beach 2005.

## Underhållning och skådespeleri
Grenzfurthner har också tagit sig an komedi och uppträtt på flera ställen, t.ex. Wiens Rabenhof-teater. Delar av hans komedishow Schicksalsjahre eines Nerds ligger till grund för hans dokumentärfilm Traceroute (2016). Grenzfurther är presentatör och värd på olika industrievents, och gästartist på tillställningar som Goldenes Brett. Grenzfurthner har agerat som både bi- och huvudrollsinnehavare i ett flertal teateruppsättningar. Han medverkar i Andi Hallers långfilm Zero Crash och i Michael J. Epstein och Sophia Cacciolas långfilm Clickbait.

## Gemensamma projekt
Grenzfurthner var en av kärnmedlemmarna i teamet som utvecklade netznetz, en ny typ av samhällsbaserat finansieringssystem för nätkultur och nätverkskonst tillsammans med kulturavdelningen i Wien.
Han grundade ”Hackbus”-rörelsen.
Tillsammans med Florian Hufsky, Leo Findeisen och Juxi Leitner, organiserade Grenzfurthner den första internationella konferensen för blivande medlemmar i Pirate Parties International.

## Kommersiella projekt
Grenzfurthner deltog i konstruktionen av en robotinstallation i en marknadsföringskampanj för sexleksaksbolaget Bad Dragon. Han skapade en konstnärlig online annonskampanj för Cheetos.

## Privatliv

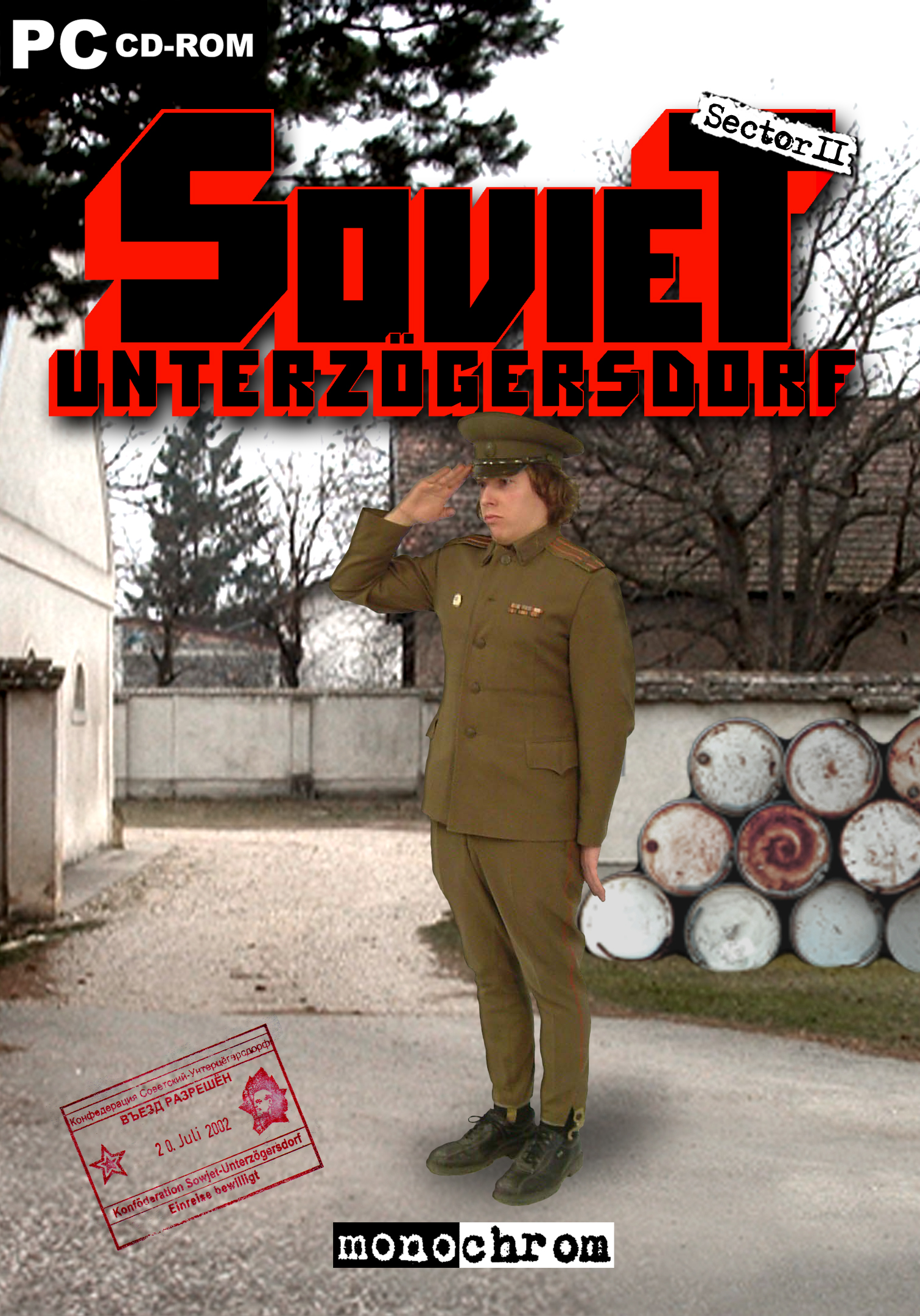
Grenzfurthner på omslaget till Soviet Unterzoegersdorf: Sector 2 (2009).

Grenzfurther växte upp i Stockerau på landsbygden i Niederösterreich och berättar om detta i sin stand-up-komedi Schicksalsjahre eines Nerds (2014) samt i sin delvis självbiografiska dokumentärfilm Traceroute (2016).
Grenzfurthner använder sin bakgrund och uppväxt som grund för sitt arbete. I ett samtal med Zebrabutter uppgav han till exempel att han vill ta itu med sin klaustrofobi, så han startade en serie konstuppträdanden där volontärer kan begravas levande.
Som barn tillbringade Grenzfurthner mycket tid på sina farföräldrars gård i den lilla byn Unterzögersdorf (ett område tillhörande Stockerau). Hans farföräldrars berättelser om nazismen, andra världskriget och den sovjetiska ockupationen i ett allierat Österrike (1945–1955) inspirerade till monochroms långsiktiga projekt Soviet Unterzoegersdorf.

## Kontroverser
Grenzfurthner var en av 200 aktivister, politiker och konstnärer från Tyskland, Schweiz och Österrike (endast en av totalt 10 från Österrike) vars namn publicerades på en lista som extremhögern spred på en mängd olika onlineplattformar i december 2018 och januari 2019. Listans extremistiska skapare hotade "#wirkriegeneuchallee" (sic!) - "Vi kommer få tag på er alla". Grenzfurthner talade öppet om detta på onlineplattformar och i föreläsningar.

## Priser och utmärkelser
- 2005 - Nestroy Theatre Award[69]
- 2006 - Coca Cola Light Art Edition Award[70]
- 2013 - Art Award of the FWF Austrian Science Fund[71]

## Filmografi i urval
- 2024 - Solvent
- 2024 - Hacking at Leaves
- 2022 - Razzennest
- 2021 - Masking Threshold
- 2019 - Avenues
- 2019 - Zweite Tür Rechts
- 2018 - Glossary of Broken Dreams
- 2018 - Clickbait
- 2016 - Traceroute
- 2016 - Shingal, where are you?
- 2016 - Valossn
- 2016 - Zero Crash
- 2014 - Die Gstettensaga: The Rise of Echsenfriedl
- 2011 - Kiki and Bubu: Rated R Us

## Teateruppsättningar i urval
- 2004 - Udo 77 (Rabenhof Theater, Wien)
- 2006 - Waiting for Goto (Volkstheater, Wien)
- 2006 - Campaign (Volkstheater, Wien)
- 2011 - monochrom's ISS (Garage X, Wien and Ballhaus Ost, Berlin)
- 2014 - Schicksalsjahre eines Nerds (Rabenhof Theater, Wien)
- 2017 - Steppenrot (Styria and Theater Spektakel, Wien)
- 2018 - Die Hansi Halleluja Show (Styria and Theater Spektakel, Wien)
- 2019 - Das scharlachrote Kraftfeld (Styria and Theater Spektakel, Wien)